# Rommersheimer Bach
Der Rommersheimer Bach ist ein etwas anderthalb Kilometer langer Bach im Stadtgebiet von Wörrstadt im rheinland-pfälzischen Landkreis Alzey-Worms, der nach nordwestlichem Lauf von links in den Neuborner Bach mündet.

## Verlauf
Südöstlich von Wörrstadt-Rommersheim entspringt der Rommersheimer Bach. Er fließt nordwestwärts, durchquert bald teils verdolt das Dorf, fließt etwa in selber Richtung weiter bis kurz vor den Damm der Bahnstrecke Alzey–Mainz, wo er von links in den dort schon etwas längeren Neuborner Bach einmündet.

## Historie
Laut einer Ratssitzung ist geplant, die Erddämme zum Rommersheimer Bach bis auf ein vordefiniertes Höhenniveau abzutragen, so dass bei Hochwasserabfluss die Anlage dann von beiden Seiten geflutet werden kann. Dies erfülle die Funktion als naturnaher Retentionsraum am Gewässer.